# Quilombo Último Erepecú
Erepecú ou Último Erepecú é uma comunidade remanescente de quilombo, moradia de uma população tradicional brasileira, localizada nos municípios brasileiros de Óbidos e Oriximiná (estado do Pará). Certificado como remanescente de quilombo (reminiscências históricas de antigos quilombos) em 1998 pelo Instituto Nacional de Colonização e Reforma Agrária (Incra).
Oriximiná é um município da Amazônia paraense, onde vivem aproximadamente dez mil quilombolas e 3 500 índios ditribuidos em doze territórios.
Pancada, Araçá, Espírito Santo, Jauari, Boa Vista do Cuminá, Varre Vento, Jarauacá e Acapú
Este território quilombola é formado por outras comunidades: Poço Fundo, Acapú, Jarauacá, Varre Vento Erepecurú, Boa Vista Cuminá, Monte dos Oliveiras, Santa Rita, Jauari, Araçá, Espírito Santo, São Joaquim e Pancada - Associação das Comunidades Remanescentes de Quilombo ACORQE.

## Oriximiná
Oriximiná é um município brasileiro do estado do Pará, sede da Região Geográfica de Oriximiná (Região Geográfica de Santarém) na região Norte do Brasil, localizada à latitude 01º45'56" sul e longitude 55º51'58" oeste, em uma área de 107 602,99 km² de extensão territorial.
No Estado do Pará estão presentes 245 comunidades certificadas de remanescentes de quilombo com o propósito de reaver o direito à terra. No município de Oriximiná, às margens dos rios Erepecuru, Cuminã, Acapu e Trombetas, estão localizadas cerca de 36 comunidades (certificadas e não certificadas), com estimativa de oito à dez mil moradores.
A cidade de Oriximiná, de código de identificação IBGE 1505304, possui as seguintes comunidades remanescentes: Abuí (Mae Domingas), Abuizinho, Alto Trombetas, Araçá, Aracu, Aracapu, Acapuzinho, Aracuan De Cima, Aracuan De Meio, Aracuan Do Baixo, Água Fria, Araja, Ariramba, Bacabal, Boa Vista, Boa Vista Do Cumina, Boto, Cachoeira Porteira, Caipuru, Campo Alegre, Casinha, Cumina, Espirito Santo, Flexal, Igarape Acu Dos Lopes, Itamaoari, Itapecuru Baixo Trombetas, Paraná Do Abuí, Mae Cué (Mae Domingas), Sagrado Coração, Samauma, Sapucua, Tapagem, Jamary, Juquirizinho, Juquiri Grande, Lago Abui Sao Benedito, Limoeiro, Marambire, Maratubinha, Moura, Nova Esperança, Palhal, Pancada, Poco Fundo, Ultimo Quilombo, Varre Vento, Vila Nova Cachoeira Porteira, Erepecú, Jarauacá, Serrinha, Terra Preta, Terra Preta Ii, Boa Vista Do Cuminá, Espírito Santo, Jarauacá Erepecuru, Jauari, Jamari.

## História

### Formação
Na segunda metade do século 18, quando os primeiros pessoas escravizadas de origem bantu, vindos principalmente dos países africanos Angola e Congo, foram levados para as fazendas de pecuária e cacau no estado do Pará. Alguns conseguiram escapar do cativeiro escravocrata através das águas caudalosas do Rio Trombetas (afluente do Amazonas no estado do Pará) e, aproveitando a defesa das cachoeiras e a população originária, esconderam-se na grande floresta por quase 100 anos, saindo deste local quando a Lei Áurea foi assinada.

#### Regulamentação
A comunidade Erepecú, através da Associação das Comunidades Remanescentes de Quilombo ACORQE, foi reconhecida em 08 nde dezembro de 1998 pelo Instituto Nacional de Colonização e Reforma Agrária (Incra) - tendo uma área regulamentada de 71 150,8867 hectares - confirmado em 12 de maio de 2000 pelo Instituto de Terras do Pará (Iterpa), elevando a área para 160 459,4072 hectares.

#### Relatório de identificação
Esta comunidade ainda está com Relatório Técnico de Identificação e Delimitação (RTID) ainda em fase de elaboração. Uma etapa do processo de regularização fundiária.
O Relatório Técnico de Identificação e Delimitação (RTID) apresenta informações: históricas, antropológicas, sócio-econômicas, fundiárias, cartográficas, ambientais e ocupacionais, que compõem a regularização fundiária das terras ocupadas tradicionalmente pela comunidade remanescente de quilombo.

## População
A comunidade Último Erepecú é formada por uma população de 154 famílias, distribuida em uma área de 160 459,4072 hectares.

## Povos tradicionais
Povos Tradicionais ou Comunidades Tradicionais são grupos que possuem uma cultura diferenciada da cultura predominante local, que mantêm um modo de vida intimamente ligado ao meio ambiente natural em que vivem. Através de formas próprias: de organização social, do uso do território e dos recursos naturais (com relação de subsistência), sua reprodução sócio-cultural-religiosa utiliza conhecimentos transmitidos oralmente e na prática cotidiana.

## Proteção
Em 1989, a Comissão Pró-Índio de São Paulo e o Instituto de Pesquisa e Formação Indígena Iepé fizeram parceira com os indígenas e quilombolas da região na luta para assegurar a garantia dos direitos e consolidação de suas organizações. Através dessa parceria, em setembro de 2012 ocorreu na cidade paraense de Oriximiná o "1º Encontro Índios & Quilombolas", que resultou na "Aliança Indígena-Quilombola".
Em abril de 2022, foram realizadas reuniões nos territórios quilombolas de Oriximiná para discutir políticas públicas, desenvolvidas pelos núcleos do Ministério Público do Estado do Pará, "Núcleo de Questões Agrárias e Fundiárias" e "Núcleo de Promoção da Igualdade Étnico-Racial" (Nierac), junto com a Promotoria de Justiça Agrária, Promotoria de Oriximiná, Ministério Público Federal e outras instituições. A readequação do turismo de base comunitária (turismo de pesca) foi discutida durante a visita, além de alternativas para geração de renda com as oficinas de capacitação, os problemas das atividades empresariais nas proximidades do território, o licenciamento ambiental, as questões relacionadas à saúde e educação, o aumento da violência e continuação do serviço de segurança pública, a situação do trecho da BR-163 que passa pela região.

## Dificuldades
Esta cidade é em grande parte ainda coberto por florestas bem preservadas, com baixa densidade populacional (0,4 hab/km²), mas o avanço da ocupação humana e a urbanização dessa região da Amazônia tornou os territórios vulneráveis a uma série de ameaças, como a exploração mineral e a construção de hidrelétricas.
A comunidade ainda enfrenta inúmeros impactos socioambientais devido 41 anos de mineração na região, sendo vizinha de uma grande empresa produtora de bauxita do Brasil, que ergueu 26 barragens de rejeitos em Oriximiná que causa contaminação dos rios e nascentes.

## Comunidades em Oriximiná
Oriximiná é uma cidade da Amazônia paraense, com 107.603 km2 de área, onde vivem cerca de 10.000 quilombolas e 3.500 índios de diferentes povos distribuídos em doze territórios. Esta cidade, em grande parte, ainda é coberta por florestas, apresentando baixa densidade populacional (0,4 hab/km²), o que favorece a proteção dos territórios indígenas e quilombolas.
| Comunidade                   | Portaria | Processo | Ref               |
| ---------------------------- | -------- | -------- | ----------------- |
| Abuí (Mãe Domingas)          | 28/2013  |          | [ 2 ] [ 3 ]       |
| Abuizinho                    |          |          | [ 2 ]             |
| Alto Trombetas               |          |          | [ 2 ] [ 3 ] [ 4 ] |
| Araçá                        |          |          | [ 2 ]             |
| Aracu                        |          |          | [ 2 ]             |
| Aracapu                      |          |          | [ 2 ]             |
| Acapuzinho                   |          |          | [ 2 ]             |
| Água fria                    |          |          | [ 2 ] [ 4 ]       |
| Araja                        |          |          | [ 2 ]             |
| Ariramba                     |          |          | [ 2 ] [ 4 ]       |
| Bacabal                      |          |          | [ 2 ]             |
| Boa Vista                    | 109/2013 |          | [ 2 ] [ 3 ] [ 4 ] |
| Boa Vista do Cuminá          |          |          | [ 2 ] [ 3 ]       |
| Boto                         |          |          | [ 2 ]             |
| Cachoeira Porteira           | 51/2007  |          | [ 2 ] [ 3 ] [ 4 ] |
| Caipuru                      |          |          | [ 2 ]             |
| Campo Alegre                 |          |          | [ 2 ]             |
| Casinha                      |          |          | [ 2 ]             |
| Cuminá                       |          |          | [ 2 ]             |
| Espírito Santo               |          |          | [ 2 ] [ 3 ]       |
| Flexal                       |          |          | [ 2 ]             |
| Igarape Açu dos Lopes        |          |          | [ 2 ]             |
| Itamaoari                    |          |          | [ 2 ]             |
| Itapecuru Baixo Trombetas    |          |          | [ 2 ]             |
| Paraná do Abuí               | 28/2013  |          | [ 2 ] [ 3 ]       |
| Mãe Cué (Mãe Domingas)       | 36/2013  |          | [ 3 ]             |
| Sagrado Coração              | 36/2013  |          | [ 2 ] [ 3 ]       |
| Samauma                      |          |          | [ 2 ]             |
| Sapucua                      |          |          | [ 2 ]             |
| Trombetas                    |          |          | [ 4 ]             |
| Tapagem                      | 36/2013  |          | [ 2 ] [ 3 ]       |
| Jamary                       | 48/2013  |          | [ 3 ]             |
| Juquirizinho                 | 48/2013  |          | [ 2 ]             |
| Juquiri Grande               | 48/2013  |          | [ 3 ]             |
| Lago Abuí São Benedito       |          |          | [ 2 ]             |
| Limoeiro                     |          |          | [ 2 ]             |
| Marambire                    |          |          | [ 2 ]             |
| Maratubinha                  |          |          | [ 2 ]             |
| Moura                        | 48/2013  |          | [ 2 ] [ 3 ]       |
| Nova Esperança               | 48/2013  |          | [ 3 ]             |
| Palhal                       | 48/2013  |          | [ 2 ] [ 3 ]       |
| Pancada                      |          |          | [ 2 ]             |
| Poço Fundo                   |          |          | [ 2 ]             |
| Último Quilombo              |          |          | [ 2 ]             |
| Varre Vento                  |          |          | [ 2 ]             |
| Vila Nova Cachoeira Porteira |          |          | [ 2 ]             |
| Erepecú                      | 48/2013  |          | [ 2 ] [ 3 ] [ 4 ] |
| Aracuan de Cima              | 109/2013 |          | [ 2 ] [ 3 ]       |
| Aracuan do Meio              | 109/2013 |          | [ 2 ] [ 3 ]       |
| Aracuan do Baixo             | 109/2013 |          | [ 2 ] [ 3 ]       |
| Jarauacá                     |          |          | [ 3 ]             |
| Serrinha                     |          |          | [ 2 ] [ 3 ]       |
| Terra Preta                  |          |          | [ 2 ]             |
| Terra Preta II               |          |          | [ 2 ] [ 3 ]       |
| Jarauacá Erepecurú           |          |          | [ 2 ]             |
| Jauari                       |          |          | [ 2 ]             |
| Jamari                       |          |          | [ 2 ]             |